# John Faulkner
John Faulkner is muzikant, zanger en liedjesschrijver.
Faulkners muziek is gebaseerd op zijn kennis van de Keltische traditie. Ofschoon oorspronkelijk afkomstig uit Dublin en Kildare, woonde hij voornamelijk in het westen van Ierland, waar hij de essentie van de muziek uit die streek leerde kennen. Hij reisde voor zijn beroep over de hele wereld, zoals door de VS, Canada, Scandinavië, Europa, Australië en het Verre Oosten. Hij werkte jarenlang voor echtgenote Dolores Keane als arrangeur en begeleider. Ook met Kevin Burke, Arty McGlynn, Nolaig Casey en De Dannan trad hij op. Van 2000 tot 2013 was hij lid van de keltische groep Orion.

## Discografie
- Sweet Thames Flow Softly
- A Merry Progress to London
- Voices
- As we were A - Sailing
- Ye Mariners All
- Solid Ground met Dolores Keane
- Ballroom  met De Dannan
- The Winds of Freedom John Beag O' Flahearta Clo Iar Chonnachta
- Strawberry Town met Orion (Keltia Musique)

Soloalbums
- Kind Providence = een collectie traditionele liederen.
- Nomads = liederen over emigratie uit de Ierse en Schotse traditie.

Overige albums
- John Faulkner & Dolores Keane
- 5th Irish Folk Festival
- Folk Friends 2
- Broken Hearted I'll Wander
- Farewell to Eirinn
- Sail Og Rua